# Lengua estándar
Una lengua estándar es una variedad lingüística ampliamente difundida, y en general entendida por todos los hablantes de un mismo idioma, siendo frecuentemente la forma usada en la educación formal y la más usada ampliamente por los medios de comunicación. También se llama estándar lingüístico o variedad estándar. No se debe confundir con norma lingüística, lengua escrita ni lengua literaria.
En muchos casos, aunque no siempre, la forma estándar puede ser una lengua planificada a partir del diasistema de una lengua, con el objeto de obtener un modelo de lengua unitario para la enseñanza, los usos oficiales y los usos escritos y formales, que a su vez permita cohesionar política y socialmente el territorio donde es lengua oficial. 
El proceso de estandarización está incluido en la parte de la política lingüística relativa a la modelación formal de una lengua, a la adscripción de un estatus jurídico y administrativo, y al fomento de su adquisición, conocido en sociolingüística como planificación lingüística.

## Proceso de estandarización
El proceso de estandarización requiere seleccionar ciertos rasgos del diasistema que se quiere normalizar, según la aplicación de criterios restrictivos de criba. También se requiere la formalización y consensuación de ciertas formas que puedan ser usadas como convención que marca los límites de lo que se considera y lo que no se consideran formas de la variedad estándar. Algunas características no excluyentes que suelen identificar a una variedad estándar son:
- Un sistema de escritura que fije las convenciones ortográficas que se usarán para escribir la lengua y fijar formas comunes y estables.
- Un diccionario o grupo de diccionarios estándar, que corporizan un vocabulario y usará la ortografía normalizada definida previamente.
- Una gramática prescriptiva reconocida que registra las formas, reglas y estructuras del lenguaje y que recomienda ciertas formas y castiga otras.
- Un sistema de pronunciación estándar, que es considerado como «educado» o «adecuado» por los hablantes y que se considera libre de marcadores regionales.
- Una institución o personas que promueven el uso de la lengua y que poseen cierta autoridad, formal o informal, en la definición de sus normas de uso, como, en el caso de la lengua española, es la Asociación de Academias de la Lengua Española, que preside la Real Academia Española.
- Un estatuto o constitución que le da un estado oficial en el sistema legal de un país.
- El uso de la lengua en la vida pública, por ejemplo en el poder judicial y el poder legislativo.
- Un canon literario.
- La traducción a la lengua de textos sagrados, como la Biblia.
- La enseñanza escolar de la ortografía y gramática normalizadas.
- La preferencia de esta variedad particular, por encima de otras variedades mutuamente comprensibles con la anterior, para el aprendizaje del idioma como una segunda lengua.

Cuando el estándar es lengua oficial de enseñanza, puede existir una reglamentación política de tipo coercitivo, que obligue a aplicarlo en exclusiva en el terreno educativo. Por ejemplo, la ley Moyano de Instrucción Pública, promulgada en 1857, en su artículo 88, establecía que «La Gramática y Ortografía de la Academia Española serán texto obligatorio y único para estas materias en la enseñanza pública [en España]».

## Tipologías de estandarización
Para la estandarización, suelen seleccionarse una o más de los siguientes tipos de variedades de un diasistema en un determinado momento histórico: 
1. Variedades sociolectales.
2. Variedades funcionales.
3. Variedades geolectales.

De entre las diversas variedades sociolectales, es frecuente seleccionar la variedad de las élites culturales, sociales, económicas y políticas, denominadas también variedades de prestigio. De entre las diversas variedades funcionales, o registros, para la codificación gramatical y léxica es frecuente seleccionar la variedad más fija y tradicionalmente relacionada con los usos de las capas sociales cultas (y al mismo tiempo más cercana al estándar): la lengua escrita. De entre las diversas variedades geolectales, es frecuente seleccionar la variedad de la zona geográfica donde se encuentra el poder político o económico de un país o región lingüística.
Según la o las variedades geográficas que sirvan de base al estándar, existen tres tipologías de estándar: unitario monocéntrico, unitario policéntrico (o composicional) y pluricéntrico:
- Se llama estándar unitario monocéntrico al elaborado por un solo organismo normativo, para el que selecciona una sola variedad geográfica. Hasta la aplicación de la nueva política lingüística panhispánica,[4] el estándar del castellano era unitario monocéntrico. Además de seleccionar una sola variedad geográfica (castellano norteño), se elaboraba también a partir del registro escrito de las clases cultas.
- Se llama estándar unitario policéntrico (o composicional) al elaborado por un solo organismo normativo o por un cuerpo coordinado de organismos normativos, en el que se seleccionan y fusionan algunas o todas las variedades geográficas de un mismo diasistema. Este es el caso del nuevo estándar panhispánico policéntrico del español,[4] formado a partir de la selección de variedades cultas y preferentemente de registros escritos de todo el ámbito hispanohablante, o también el del vasco unificado, o euskera batúa.
- Se llaman estándares pluricéntricos a los distintos estándares elaborados por distintos organismos, a partir de un mismo diasistema lingüístico. Este es el caso de la lengua catalana, que suma al estándar unitario policéntrico original, o estándar composicional[5] (elaborado a partir de todas las variedades geográficas del catalán), un nuevo estándar unitario policéntrico elaborado sólo a partir de las variedades cultas habladas en la Comunidad Valenciana.[6]

## Características de los estándares
La variedad estándar ha de ser conocida, compartida y aceptada por la comunidad lingüística para cumplir sus cometidos, ya que su objetivo es el de convertirse en una variedad superadora de la diversidad, una lengua común utilitaria.
Los estándares, como lenguas elaboradas, restringidas y fijas, no pueden considerarse variantes naturales de una lengua. Además, como artificios que son, formados convencionalmente por agentes de planificación lingüística (autoridades lingüísticas: academias [para el español, la RAE y las 22 academias de países hispánicos asociadas (las americanas, la filipina y la ecuatoguineana) o gramáticos, ortógrafos y lexicógrafos normativistas), no se crean por convención social de una comunidad de hablantes, sino como consecuencia de una actuación expresa sobre el lenguaje. 
Como modelos de lengua fijos, tienen una variación interna mínima y no están sujetos a las leyes naturales del cambio lingüístico. Para mutar, es necesario que un agente normalizador los modifique expresamente, a menudo para adecuarlos a los cambios que se han asentado en la lengua natural o para adecuarlos a nuevas necesidades políticas, educativas, económicas o sociales. 
Como modelos de lengua artificiales y elaborados, se aprenden tras largos años de instrucción. Así, el estándar del español, en tanto norma supradialectal, no es un dialecto del español, ni un diasistema. Tampoco es una norma social o norma usual, entendiendo por norma usual la manera particular del uso de la lengua en un determinado grupo, sea este social, geográfico o funcional. Si fuera una norma usual, habría multitud de estándares, ya que «“Habrá tantas ‘normas’ como dialectos y sociolectos se puedan identificar. Puesto que tales ‘normas’ son hablas de ciertas colectividades socialmente delimitadas, a cada individuo le corresponderá una ‘norma’ según el enfoque dialectal que se le aplique”».
Al margen del estándar o de los estándares oficiales de una lengua, los medios de difusión masiva (prensa, radio, televisión y editoriales) pueden crear sus propios estándares, de acuerdo con sus propias necesidades de comunicación y con las características concretas de los grupos de hablantes a los que se dirigen. Estos estándares particulares se recogen en los libros de estilo de cada medio. En estos estándares pueden estar presentes rasgos lingüísticos del diasistema que no están reconocidos en el estándar oficial.

## Estándar y conflicto lingüístico
La creación de una lengua estándar representa a menudo el triunfo de una cierta variedad funcional, geolectal o sociolectal. Su selección suele ocasionar que otras variedades que difieren de la estándar pierdan prestigio social. Por eso en algunos países la selección de una lengua estándar puede generar un conflicto social y político, al ser entendida como una actitud excluyente. En noruego, por ejemplo: existen dos estándares paralelos, el bokmål, basado parcialmente en la pronunciación local del danés en la época en que Dinamarca dominó a Noruega y el nynorsk, basado en formas dialectales del oeste de Noruega. Por su parte, el italiano incluye dialectos cuya variación es mayor de la que exhiben las dos versiones del noruego.

## Variedades estándares de las lenguas modernas
El italiano estándar, por ejemplo, deriva de la variante vernacular literaria usada en Florencia durante la Edad Media (conocida también como toscano letterario), y adoptada como idioma administrativo y literario, a partir del siglo XVI y de forma principalmente escrita, en todos los antiguos Estados italianos preunitarios. El alemán estándar no se basa en una ciudad o región específicas sino que ha sido desarrollado en un proceso que duró varios cientos de años, durante el cual los escritores intentaron expresarse de forma tal de ser comprendidos en un área lo más extensa posible. Hasta principios del siglo XIX el alemán estándar era un idioma exclusivamente escrito, aprendido casi como un idioma extranjero por los habitantes del norte del país, cuyos dialectos eran muy diferentes. El resultado fue que estos hablantes intentaron pronunciar el alemán estándar siguiendo cuidadosamente la ortografía; esta forma del habla se extendió más tarde hacia el sur.
Otras lenguas estándares presentan menos complicaciones. En el inglés británico, la pronunciación estándar (Received Pronunciation) se basa en el sociolecto de los internados privados. En Estados Unidos, el estándar se aproxima a los dialectos del norte del Medio Oeste.